# Oceania Judo Union
La Oceania Judo Union (OJU) è la federazione internazionale che regola il Jūdō a livello dell'Oceania. L'attuale presidente è Lennie Niit.

## Storia
La federazione nasce nel 1954, solo nel 1965 si svolge il primo campionato continentale di judo ad Auckland in Nuova Zelanda. Nel 2009 organizza i campionati mondiali. La OJU è composta da 20 federazioni nazionali.

## Paesi membri
- Samoa Americane
- Australia
- Isole Cook
- Figi
- Guam
- Kiribati
- Isole Marshall
- Nuova Caledonia
- Isola Norfolk
- Niue
- Isole Marianne Settentrionali
- Nauru
- Nuova Zelanda
- Palau
- Papua Nuova Guinea
- Polinesia francese
- Samoa
- Isole Salomone
- Tonga
- Vanuatu